# Cameron Road
Cameron Road es una localidad de Trinidad y Tobago, que forma parte de la región de Diego Martín.

## Geografía
La localidad abarca parte de la isla Trinidad y limita al norte con Blue Basin, al sur con Petit Valley, al este con Paramin y Le Platte y al oeste con Blue Range, St. Lucien Road y Petit Valley.

## Demografía
Datos demográficos de la localidad de Cameron Road:
| Gráfica de evolución demográfica de Cameron Road entre 2000 y 2011 |
|                                                                    |